# Deretaphrus oregonensis
Deretaphrus oregonensis är en skalbaggsart som beskrevs av Horn 1872. Deretaphrus oregonensis ingår i släktet Deretaphrus och familjen rovbarkbaggar. Inga underarter finns listade i Catalogue of Life.